# Poecilopharis
Poecilopharis är ett släkte av skalbaggar. Poecilopharis ingår i familjen Cetoniidae.

## Bildgalleri

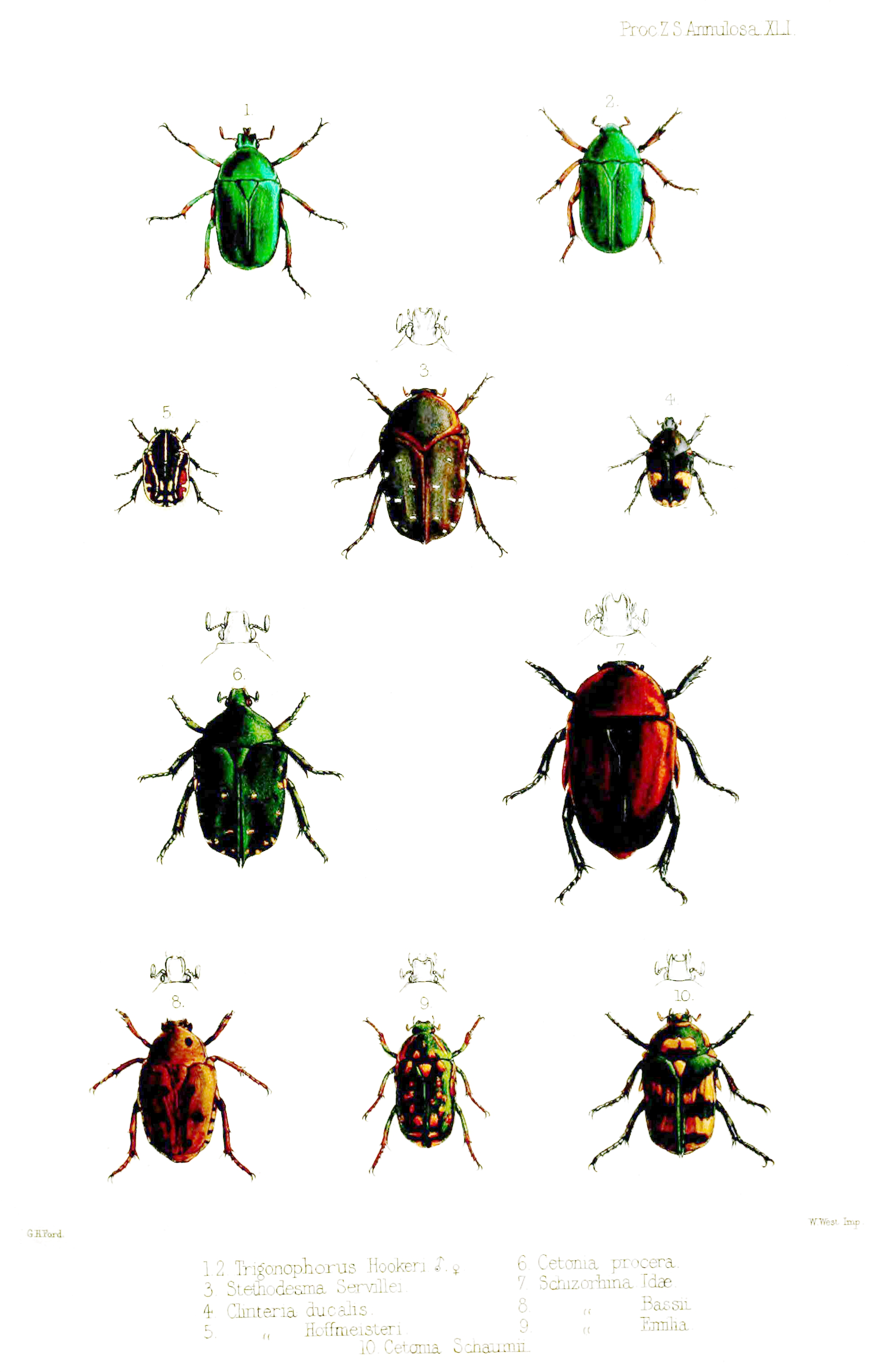
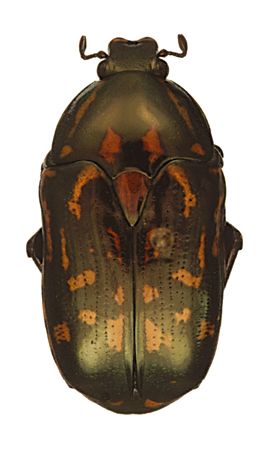
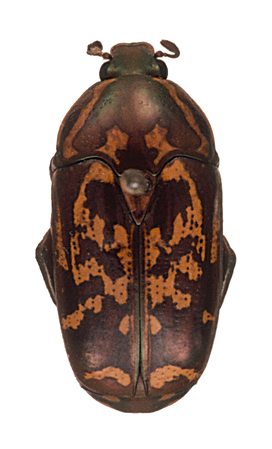
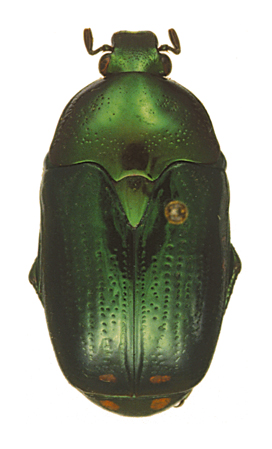
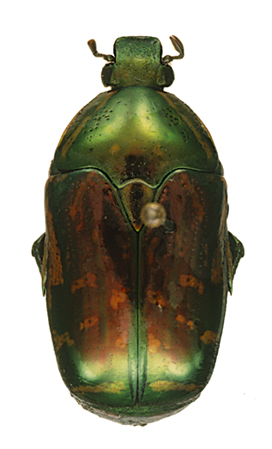
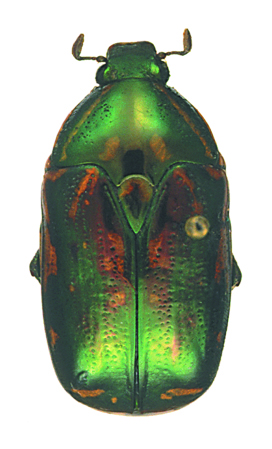

## Dottertaxa tillPoecilopharis, i alfabetisk ordning[1]
- Poecilopharis allardi
- Poecilopharis angulicollis
- Poecilopharis antoinei
- Poecilopharis aruana
- Poecilopharis babarica
- Poecilopharis bimaculata
- Poecilopharis bouruensis
- Poecilopharis curtisi
- Poecilopharis dechambrei
- Poecilopharis detanii
- Poecilopharis emilia
- Poecilopharis femorata
- Poecilopharis flavens
- Poecilopharis fromontae
- Poecilopharis gressitti
- Poecilopharis kerleyi
- Poecilopharis lachaumei
- Poecilopharis laeviclypeata
- Poecilopharis leai
- Poecilopharis minuta
- Poecilopharis moana
- Poecilopharis morrisi
- Poecilopharis poggii
- Poecilopharis porioni
- Poecilopharis pygidialis
- Poecilopharis quadrimaculata
- Poecilopharis rufofemorata
- Poecilopharis ruteri
- Poecilopharis samuelsoni
- Poecilopharis schochi
- Poecilopharis speiseri
- Poecilopharis truncatipennis
- Poecilopharis uniformis
- Poecilopharis valcklucasseni
- Poecilopharis wallacei
- Poecilopharis whitei
- Poecilopharis woodfordi